# Pentecost Cirque
Der Pentecost Cirque ist ein Bergkessel im ostantarktischen Viktorialand. Auf der Südseite der Olympus Range liegt er zwischen dem Hawkins Cirque und dem Dean Cirque und öffnet sich nach Süden zum Oberen Wright-Gletscher.
Das Advisory Committee on Antarctic Names benannte ihn 2004 nach John S. Pentecost, Hubschrauberpilot bei sieben aufeinanderfolgenden Kampagnen im Rahmen des United States Antarctic Program zwischen 1997 und 1998.